# Azurna obala
Azúrna obála (francosko Côte d'Azur; okcitansko Còsta d'Azur; italijansko Costa Azzurra), tudi Riviera je del obale Sredozemskega morja na skrajnem jugovzhodu Francije, ki vključuje tudi ozemlje suverene države Monako. Uradne razmejitve ni, običajno pa s tem imenom označujejo obalo od meje z Italijo (kjer se nadaljuje z Ligurijo) na vzhodu do Saint-Tropeza, Hyèresa, Toulona ali Cassisa na zahodu.
V 19. stoletju si je Azurna obala nadela nespremenljivo podobo kraja, ki ga obiskujejo mondeni, bogati in predvsem tuji gostje. Sredi eksotičnih vrtov so zrasle razkošne vile, na nabrežju pa so se nizali grand hoteli z velikimi in razkošnimi apartmaji. Po drugi svetovni vojni je Azurna obala doživela pravi naval množičnega turizma, ki je spremenil njeno podobo. Ob jahtnih pristaniščih so ponekod zrasla velika turistična središča, ki še danes veljajo za ene najbolj iskanih. V zaledju azurne obale so provansalska mesta Fréjus, Grasse, Vence itd.

### Kraji ob Azurni obali
- Nica (Nice, standardno okcitansko/provansalsko Niça, lokalno Nissa)
- Cannes (okcitansko/provansalsko Canas)
- Monte Carlo (mestna država Monako)
- Menton
- Villefranche-sur-Mer (okcitansko/provansalsko Vilafranca de Mar)
- Antibes (uradno Antibes Juan les pins, okcitansko/provansalsko Antíbol)
- Saint-Raphaël (provansalsko Sant-Rafèu)
- Sainte-Maxime  (okcitansko/provansalsko: Santa Maxima)
- Cagnes-sur-Mer (Canha de Mar)
- Saint-Tropez (provansalsko Sant Tropetz)
- Hyères (tudi Hyères-les-Palmiers; provansalsko Ieras/Iero)
- Toulon (Tolon / Touloun)
- Cassis (Cassís)